# Новоросійська губернія
48°24′ пн. ш. 35°00′ сх. д. / 48.4° пн. ш. 35° сх. д.
Новоросійська губернія — назва 2-х адміністративно-територіальних одиниць Російської імперії, які існували на території нинішньої Центральної і Південної України в проміжок часу 1764–1783 та 1796–1802 рр. відповідно. Новоросійська губернія була створена московським урядом на місці Нової Сербії і Новослобідського козацького полку (поселення), які, у свою чергу, були утворені на відібраних давніх землях запорозьких козаків у 1753—1754 рр. (Північна і центральна частини нинішньої Кіровоградської області).

## Передісторія

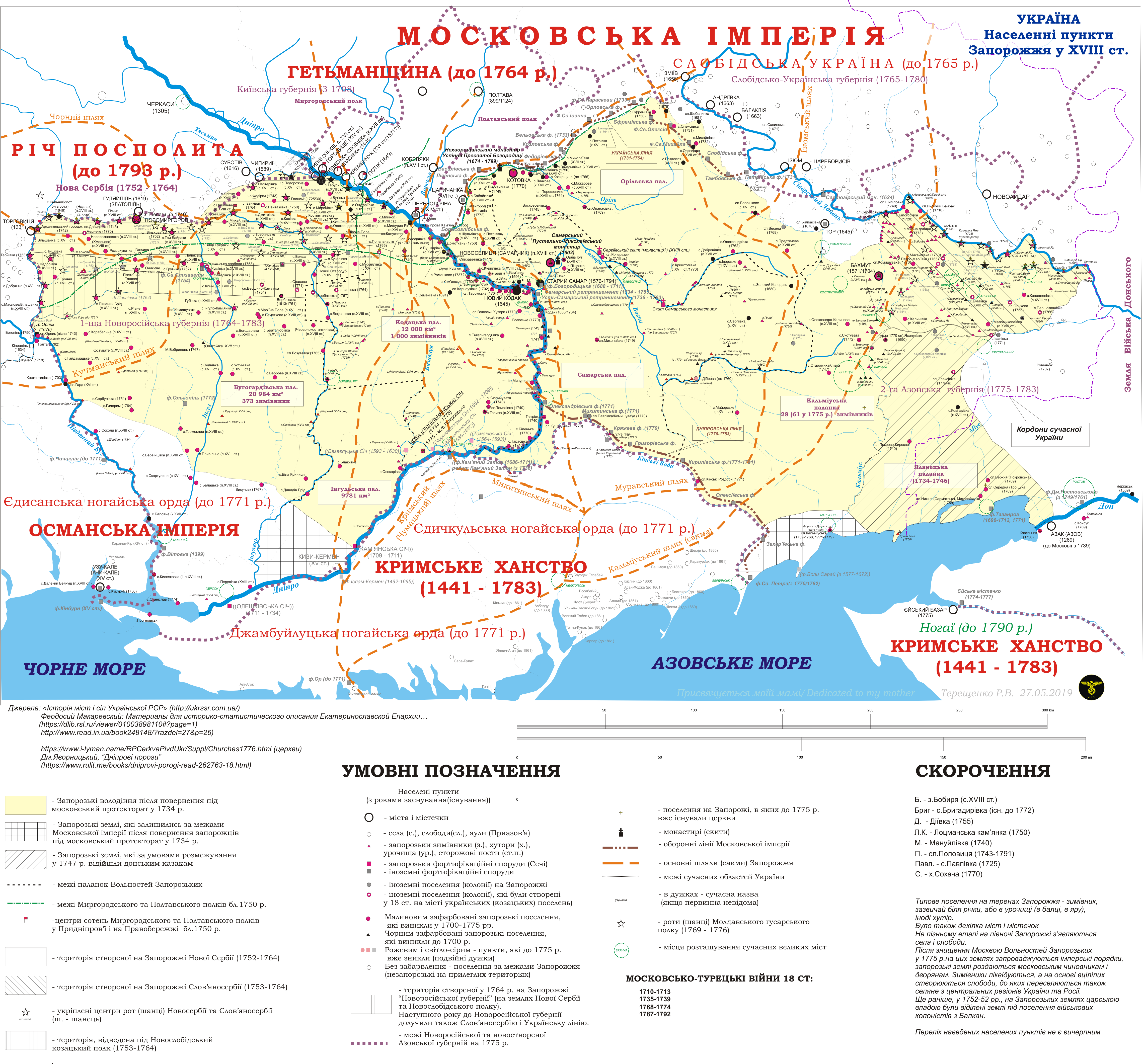
Землі Запорожжя, на яких було утворено Новоросійську (1764/1775 рр.) та Азовську (1775 р.) губернії

Територія, на якій було засновано Новоросійську губернію — землі давнього порубіжжя між руським (українським) світом і світом степових кочовиків, у теперішній час — центр України. Поряд також знаходиться одна з гетьманських столиць 17 ст. — м.Чигирин. У 13 ст. ці землі входили до прикордонних володінь Золотої Орди, 14 ст. номінально увійшли до складу Великого Князівства Литовського, від якого їх успадкувала Річ Посполита. З 16 ст. ці території починають освоюватись козаками-запорожцями і входять до володінь Війська Запорозького Низового. Саме тут 1648 р. розпочалося повстання на чолі з Богданом Хмельницьким. Надалі землі Запорожжя перебували під протекторатом Польщі, Московії, Туреччини. 1734 р. за результатами чергової російсько-турецької війни землі запорожців остаточно підпорядковуються Російській імперії. У 18 ст. території майбутньої губернії входять до складу Бугогардівської та Кодацької паланок Запорожжя, аж поки 1752 р. смуга запорозьких територій, прилеглих до кордону Речі Посполитої не була відібрана царським урядом у запорожців і передана переселенцям з Сербії, де було організовано т. зв. «Нову Сербію»; при цьому місцеве українське населення було вигнане за південну межу Нової Сербії, де 1753 р. було створено Новослобідське козацьке поселення (полк) з центром у фортеці Св. Єлизавети. Того ж року на східних землях Запорожжя петербурзьким урядом було засновано ще одну військову колонію — Слов'яносербію.

## Перша Новоросійська губернія (1764—1783)

### Утворення губернії
Новоросійська губернія була утворена 22 березня (2 квітня) 1764 року шляхом об'єднання територій військових поселень:
- Нової Сербії,
- Новослобідського козацького полку.[1]

У військовому відношенні губернія була поділена на 3 полки:
- Єлисаветградський пікінерний полк (колишній Новослобідський козацький полк),
- Чорний гусарський полк (колишній гусарський полк І.Хорвата) і
- Жовтий гусарський полк (колишній пандурський піхотний полк).[2]

В адміністративному відношенні губернія була розділена на 70 округів
Управління губернії складалося із військового та цивільного департаментів, які у 1764—1765 рр. підпорядковувалися генерал-поручику О. Мельгунову — колишньому заступнику І.Хорвата по Новій Сербії.
Землі губернії розподілялись на 3 категорії: державну, поміщицьку і військову.
11 (22) червня 1764 року до складу новоствореної губернії включені:
- Українська лінія (низка фортець і укріплень по Орілі, на межі Гетьманщини і Запорожжя, зведена у 1731—1743 рр.)
- Слов'яно-Сербія (Шевичів полк і Прерадовичів полк у складі Слов'яносербії, що були об'єднані у Бахмутський гусарський полк). Бахмутський козацький полк було перетворено на Луганський пікінерний полк (вздовж р.Лугань).

Також на Приоріллі було утворено Дніпровський пікінерний полк і Донецький пікінерний полк.
З Києва на землі новоствореної губернії був переведений Молдавський гусарський полк, який був оселений у Дніпра і перейменований на Самарський (південніше Дніпровського полку до гирла Самари)..
У вересні 1764 р. до губернії було приєднано землі
- 13 сотень Полтавського полку (Старосенжарська, Новосенжарська, Біліцька, Кобеляцька, Сокольська, Кишенська, Переволочанська, Келебердянська, Нехворощанська, Маяцька, Царичанська, Китайгородська, Орельська) та
- 2 сотні Миргородського полку (Кременчуцька і Власівська). Деякі сотні були повернені до Гетьманщини 26 лютого (9 березня) 1765 року.

Губернію було поділено на Єлизаветградську й Катерининську провінцію, окремо до її складу з 1765 р. увійшов також Бахмутський повіт.
Одними з перших предводителів дворянства в губернії були: капітан Єгор Арапов (Жовтий гусарський полк), секунд-майор Стефан Пищевич (Чорний гусарський полк), ротмістр Яков Курілов (Дніпровський пікінерний полк), ротмістр Іван Гаврилов (Донецький пікінерний полк), аудитор Карл Готовцев (Самарський гусарський полк), підполковник Йован Шевич (Бахмутський гусарський полк), голови повітових зборів дворянства: поручик Іван Руденко, генерал-поручик Федір Чорба.

### Склад губернії 1765 року
26 березня (6 квітня) 1765 року адміністративним центром стало місто Кременчук. Бахмутський повіт Воронізької губернії увійшов до складу Новоросійської губернії, а його решта — до Слобідсько-української губернії.

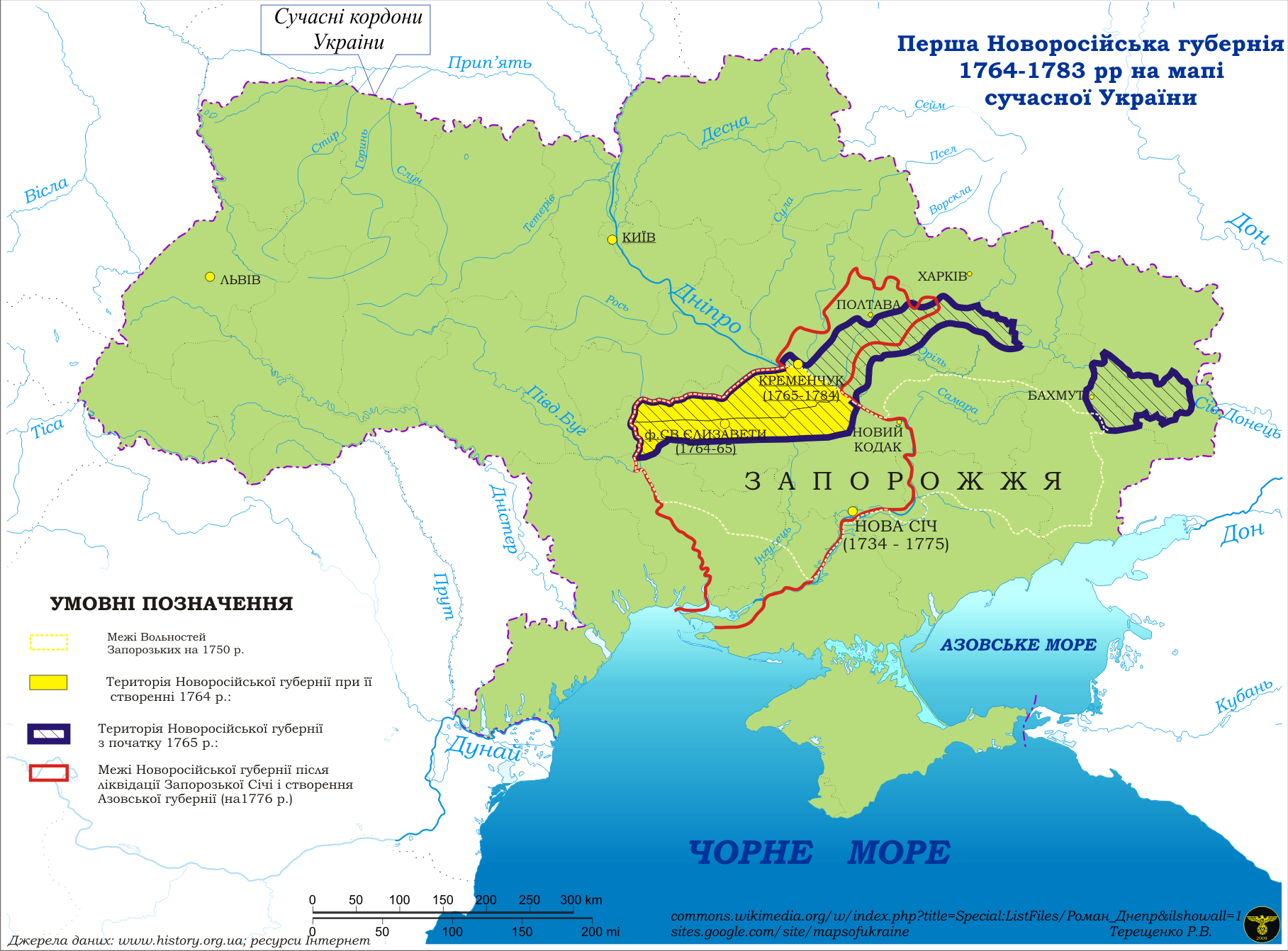
Перша Новоросійська губернія у 1764—1776 рр. на мапі сучасної України

У березні 1765 року губернію було розділено на 3 провінції:
- Катерининська провінція:
  - Донецький пікінерний полк
  - Дніпровський пікінерний полк
  - Українська лінія (21 слобода)
  - державні слободи Нові і Малі Водолаги
- Єлисаветградська провінція:
  - Чорний гусарський полк
  - Жовтий гусарський полк
  - Єлизаветградський пікінерний полк
  - слободи розкольників
- Бахмутський повіт (провінція):
  - Бахмутський гусарський полк
  - Самарський гусарський полк (ліквідований 1769 р.)
  - Луганський пікінерний полк

На початку Російсько-турецької війни у 1769 році на межі Єлизаветградської провінції і Землі Війська Запорозького утворений Молдавський гусарський полк з 16 ротами, що увійшов до складу Єлизаветградської провінції.

### Склад губернії 1775 року
- Губернське місто Кременчук,
- Єлисаветградська провінція,
- Катерининська провінція,
- Бахмутська провінція.

1775 року московськими військами було знищено Запорозьку Січ і Військо Запорозьке Низове, а його землі царським урядом включено до складу Новоросійської губернії разом з відібраними у Османської імперії землями між Дніпром і Південним Бугом; також до губернії увійшли залишки Полтавського полку (1-а, 2-а, 3-я Полтавська, Будиська і Решетилівська сотні) й Миргородського полку (Омельницька і Потоцька сотні). Бахмутська провінція й Слов'яносербія відійшли до відтвореної того ж року Азовської губернії.

### Поділ на повіти 1776 року
1776 року землі ліквідованого 1775 році Війська Запорозького на лівому березі Дніпра й Катерининська провінція були передані з Новоросійської губернії до Азовської губернії.
1776 року губернія і її провінції були поділена на повіти:
- - Кременчуцький повіт, — складений з Потоцької і Омельницької сотень Миргородського полку, частини колишнього Дніпровського полку (Власівська, Сокольська, Келебердянська, Кішенська і Переволочанська сотні).
- Єлисаветградська провінція:
  - Єлисаветградський повіт, — створений з частин Єлизаветградського, Чорного і Жовтого гусарських полків,
  - Крюківський повіт (Петриківський повіт), — увійшли шанці Жовтого полку і більша частина рот Лисаветградського полку; 1783 Крюківський повіт перейменован на Петриківський повіт з повітовим містом Петриківка і пониженням Крюківки до позаштатного міста,
  - Катерининський повіт (Ольвіопольський повіт), — увійшли більша частина Молдавського гусар. полку і біля половини шанців Чорного гусарського полку; за наказом від 25 червня 1781 року, Катерининський шанець перейменований у місто Ольвіополь, і відповідно повіту на Ольвіопольський,
- Полтавська провінція:
  - Полтавський повіт, — три Полтавські: Городова, 1-ша та 2-га, Будиська і Решетилівська сотні; 1783 року Полтавський повіт розділений на Полтавський і Великобудиський повіти,
  - Новосанжарський повіт (Кобеляцький повіт), — створений з частини колишнього Дніпровського полку, яка не увійшла до Кременчуцького повіту (Нові Сенжари, Старі Сенжари, Великі, Кобеляки і Карлівка); 1783 Ново-сенжаровський повіт перейменований на Кобеляцький з наданням Кобелякам повітового статусу,
- Слов'янська провінція була утворена на правобережжі Запорожжя:
  - Слов'янський повіт (Нікопольський повіт), В- у 1776 році до нього увійшли колишня столиця Нова Січ перейменована на Покровське, містечко Микитин Перевіз (Микитин, Микитине, Микитин Ріг, сучасне — Нікополь) і частина Кодацької паланки Запорожжя; 1781 року Покровське вже значиться у Саксаганському повіті; повітове місто Слов'янськ планувалося побудувати на місці Микитина; з 1781 року повіт називається Нікопольський повіт (Микитине, або Микитин Перевіз перейменован в Нікополь), проте назва провінції існувала до кінця 1783 року;
  - Саксаганський повіт (Новокодацький повіт), до якого увійшли більша частина Кодацької паланки (Кодак, Половиця, Каменка, Старі Кодаки, Романове (Романкове), Тритузне, Карноухівка, Таромське, Сухачівка і Кам'янське) і 2 села з Лисаветградського полку (Авраамівка і Комісарівка); поселення Саксагань планувалася бути центром, проте повітові установи перебували у місто (Новий) Кодак, що було узаконено з початку 1783 року з перейменуванням повіту на Новокодацький,
  - Інгульський повіт (Криворізький повіт), — у 1775 — першій половині 1776 входив до Херсонської провінції; Був утворений на землі Інгульської паланки Запорожжя і частини колишнього Молдавського полку, з основними поселеннями: Інгульський шанець, слободи: Куцівка (сучасний Кам'янець), Калинівка і Кривий Ріг; у 1783 році повітовим містом став Кривий Ріг, з перейменуванням повіту на Криворізький, замість міста Інгульськ, ставшего «приписним містом».
- Херсонська провінція, утворена на землі приєднаній 1774 року, і була найменш заселеною провінцією губернії,
  - Херсонський повіт, — у 1776 році тут було містечко Станислав (засноване в 1774 році) і Кизій Мис (Ориша)
  - Казикерменський повіт, — у 1775 — першій половині 1776 років Казикерменський повіт входив до Слов'янскої провінції; центром повіту було колишнє турецьке місто-фортеця Казикермен (відоме з 1410 року);
  - Новопавлівський повіт, — був найзаселинішим повітом провінції; тут у 1775 році оселилися арнаути (згодом бузькі козаки) — українці, молдавани, волохи, некрасівці і болгари, що мешкали у Туреччині, яка створила з них 1769 року два полки, що у ході війни перейшли на сторону росіян; арнаути заснували 7 поселень: Новогригорівське, Соколи, Раковець, Арнаутівка, Скаржинка, Михайлівка і Троїцьке.

Наприкінці 1782 року провінції губернії були скасовані. Губернія стала поділятися на повіти.
У 1783 році Новоросійську губернію ліквідовано і включено до складу новоствореного в рамках всеросійської реформи адміністративно-територіального поділу Катеринославського намісництва.

## Друга Новоросійська губернія (1796—1802)

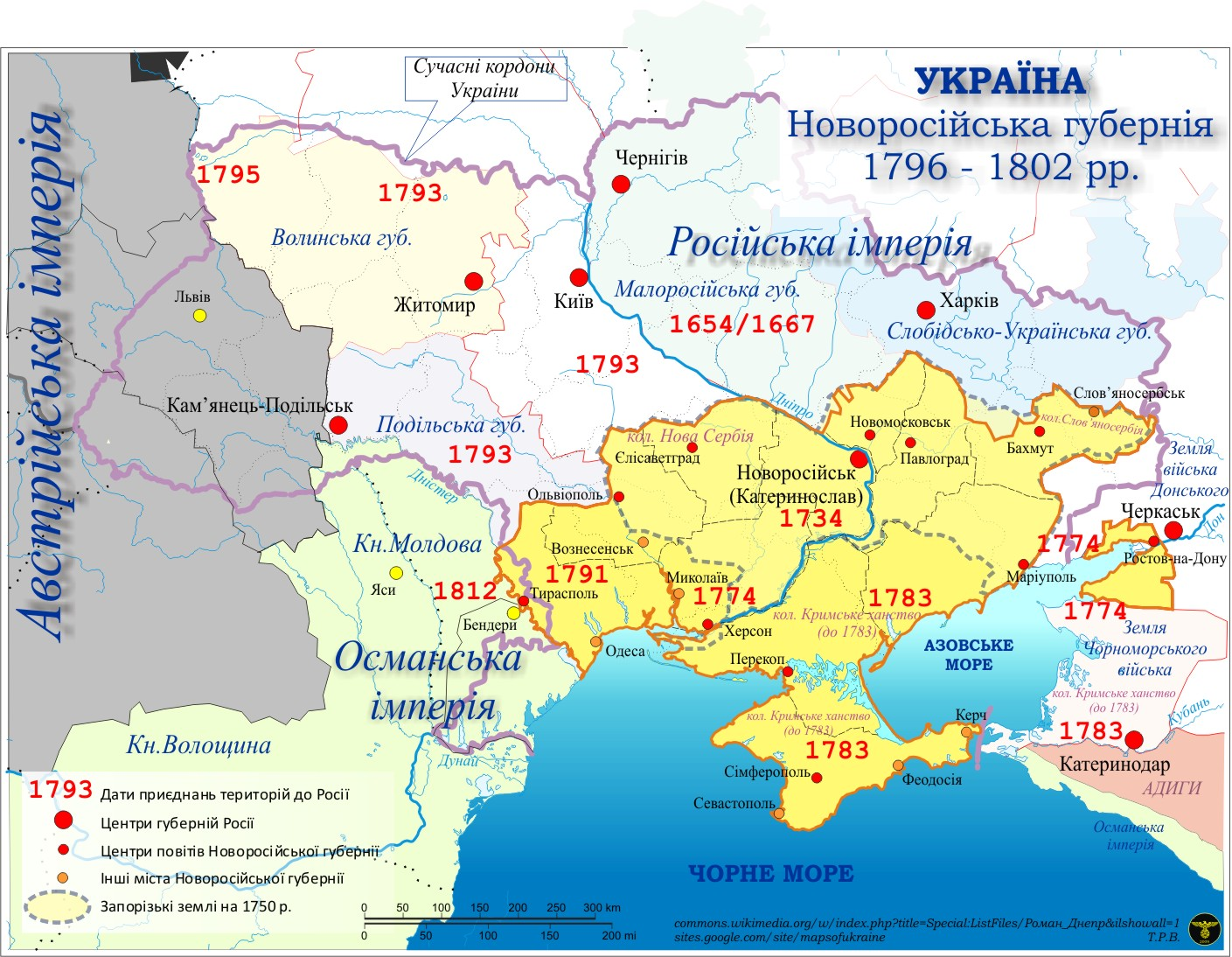
Створення другої Новоросійської губернії

В грудні 1796 року указом імператора Павла І створена нова Новоросійська губернія, до якої увійшла більша частина ліквідованого Катеринославського намісництва. Адміністративним центром був Катеринослав (який протягом 1797—1802 років мав назву Новоросійськ). Новостворена губернія займала величезну територію на території нинішньої південної України від Дністра до Дону з Кримом і колишнім Запорожжям, яке стало ядром цієї адміністративної одиниці.
Губернія складалася з 12 повітів:
- Катеринославський повіт,
- Бахмутський повіт,
- Єлизаветградський повіт,
- Маріупольський повіт,
- Новомосковський повіт,
- Ольвіопольський повіт (з центром у Вознесенську до переміщення в Ольвіополь),
- Павлоградський повіт,
- Перекопський повіт,
- Ростовський повіт з Землею Війська Чорноморського поміж річками Єя і Кубань — повітове місто Таганріг,
- Сімферопольський повіт,
- Тираспольський повіт.
- Херсонський повіт.

У 1802 Новоросійську губернію під час чергової реформи було поділено на Миколаївську (з 1803 — Херсонську), Катеринославську й Таврійську губернії.
Таким чином, перша Новоросійська губернія існувала 19 років, а друга — 6 років — загалом 25 років.

## Новоросійські генерал-губернатори
- 1764-65 Мельгунов Олексій[ru] (командир Новоросійської губернії)
- 1765-66 Брандт Яків
- 1766-74 Воєйков Федір
- 1774-91 Потьомкін Григорій (генерал-губернатор Новоросійської губернії)
- 1791-96 Зубов Платон
- 1796-97 Бердяєв Микола

…

### Катеринослав
- 1802—1803 Міхельсон Іван Іванович

### Миколаїв
- 1803—1805 Бєклєшов Сергій Андрійович

### Одеса
- 1805-14 Дюк де Рішельє
- 1815-22 Олександр де Ланжерон
- 1822-44 Воронцов Михайло Семенович
- 1854-64 Строганов Олександр Григорович
- 1864-73 Коцебу Пауль Деметріус

## З історії
Улітку 1799 року 12 великих сіл Байдарської долини Криму були раптово оточені царськими солдатами та жандармами. Заїхавши в села, вони наказали жителям негайно покинути свої будинки, адже ця територія тепер належала новому російському володарю — графу Мордвінову. Такі дії мали місце по всьому півострову.
У 1800 році військовий генерал-губернатор Новоросії І. Міхельсон писав щодо зростання виїзду татар і небезпеку заворушень серед них: «причиною цьому може бути їхнє обезземелювання і жорстокість експлуатації селянства». Він писав, що раніше татари, «споконвіку були вільні, нікому ніколи не належали», а «данина перебувала у вигляді добровільної угоди на землю». Проте уряд залишив звертання Міхельсона без уваги.
Більш привабливою для Петербурга була думка М. Мордвінова: 
| «Коли Крим належить Росії, то, по-моєму, не потрібно із землі російської робити землю татарську». |
У 1802 році у Феодосійському повіті судовий розгляд між поміщиком Граматиковим і татарською общиною закінчився рішенням про виселення 124 татарських родин із власних сіл. Землі, відібрані у татар, розподілялися серед російських поміщиків та переселенців, а також серед численних спекулянтів землею та нерухомістю. Вони передавалися новим власникам майже безкоштовно, або за символічну платню: 1 рубль за 6 десятин землі.

## Див.також
- Новоросійське генерал-губернаторство
- Катеринославське намісництво
- Катеринославська губернія
- Дніпропетровська область